# Don Mueang
Don Mueang (thailändisch ดอนเมือง, andere Schreibweise: Don Muang, Aussprache: [dɔːn mʉaŋ]) ist einer der 50 Khet (Bezirke) in Bangkok, der Hauptstadt von Thailand. Don Mueang ist der nördlichste Distrikt der Hauptstadt und bekannt wegen seines internationalen Flughafens.

## Geographie
Die benachbarten Bezirke sind im Uhrzeigersinn von Norden aus: Amphoe Mueang und Amphoe Lam Luk Ka der Provinz Pathum Thani, sowie die folgenden Khet von Bangkok: Sai Mai, Bang Khen und Lak Si. Im Westen liegt Pak Kret der Provinz Nonthaburi.

## Geschichte
Don Mueang war einst ein Teil von Bang Khen, wurde aber 1989 ein eigener Bezirk. Später im Jahre 1997 wurde der südliche Teil von Don Mueang abgetrennt, um den neuen Bezirk Lak Si zu bilden.
Der alte Name dieser Gegend war Don E Yeo (ดอนอีเหยี่ยว), welcher Adler- und Geier-Hochebene bedeutet, da hier viele dieser Vögel lebten. Der neue Name wurde dem Bezirk vom König verliehen, als die Royal Thai Air Force hier angesiedelt wurde.

## Örtlichkeiten

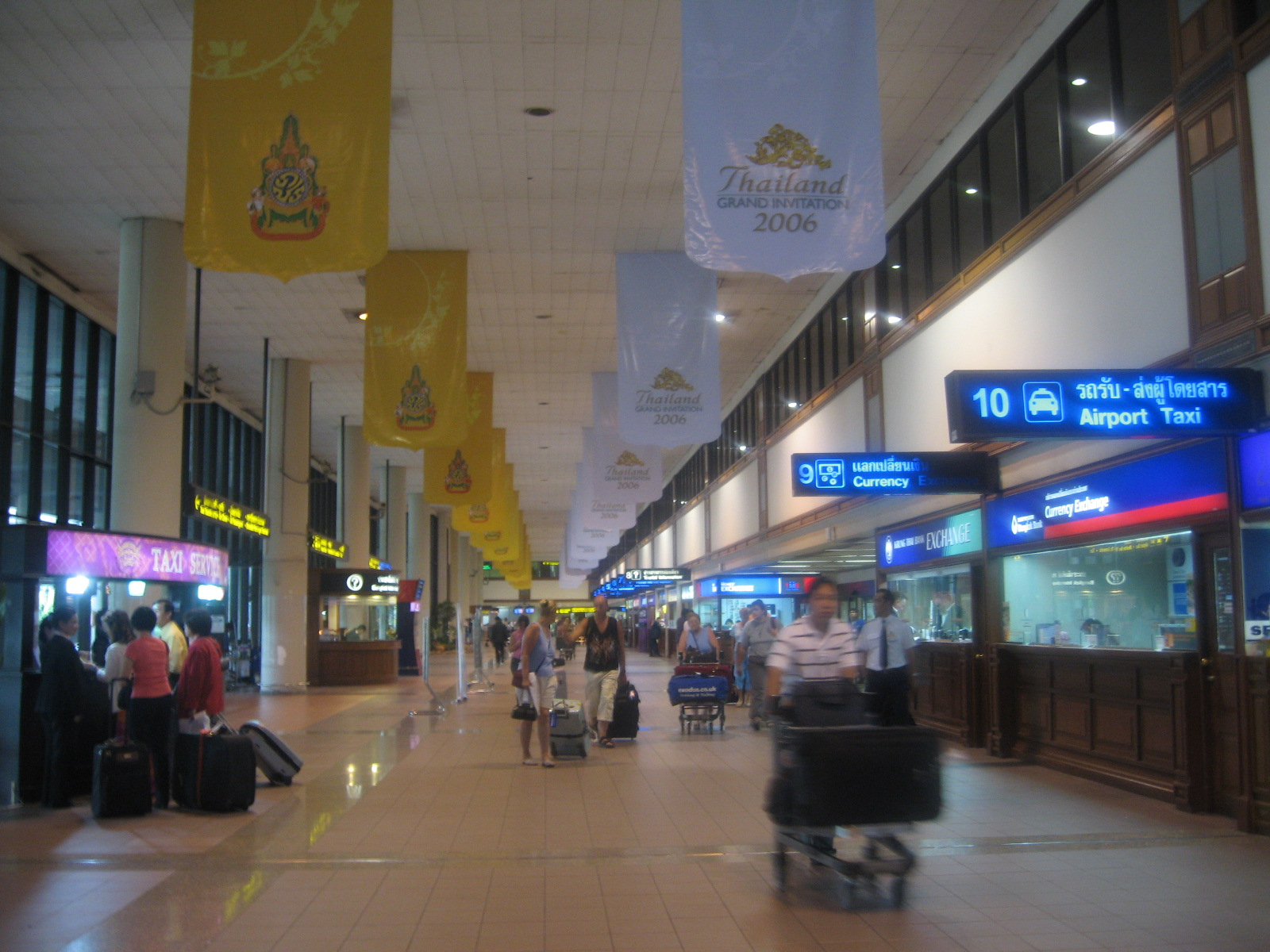
Ankunftshalle des Flughafens Bangkok-Don Mueang

- Flughafen Bangkok-Don Mueang
- Royal Thai Air Force Museum

## Verwaltung
Der Bezirk hatte ursprünglich nur einen einzigen Unterbezirk (Khwaeng), der 2009 in drei Unterbezirke aufgespalten wurde:
| Nr. | Name Khwaeng | Thai    | Einw.  |
| --- | ------------ | ------- | ------ |
| 1.  | Si Kan       | สีกัน     | 62.410 |
| 2.  | Don Mueang   | ดอนเมือง | 81.706 |
| 3.  | Sanam Bin    | สนามบิน  | 23.711 |

## Gemeinderat
Der Gemeinderat des Distrikts Don Mueang hat acht Mitglieder, jedes Mitglied wird für vier Jahre gewählt. Die letzte Wahl war am 30. April 2006. Die Ergebnisse:
- Chart Thai Party – 7 Sitze
- Thai Rak Thai Party – 1 Sitz (Die Thai Rak Partei gibt es seit 2008 nicht mehr. Informationen über heutige Mitglieder liegen leider nicht öffentlich vor.)

## Verkehr
Don Mueang besitzt einen Bahnhof an der nach Norden aus Bangkok herausführenden Eisenbahnstrecke, die dem Verkehr der Nordbahn und der Nordostbahn der Thailändischen Staatsbahn mit den Endzielen Chiang Mai, Nong Khai und Ubon Ratchathani dient.